# Wroughtons vrijstaartvleermuis
Wroughtons vrijstaartvleermuis (Otomops wroughtoni, vernoemd naar Robert Charles Wroughton) is een vleermuis uit het geslacht Otomops die voorkomt in het zuiden en noordoosten van India en in Cambodja. De soort werd lange tijd beschouwd als endemisch voor India; het enige exemplaar uit Cambodja is in 2000 gevangen en in 2001 is erover gepubliceerd. Het is mogelijk dat de Javaanse Otomops formosus dezelfde soort is. De gefragmenteerde verspreiding van de soort (en van het geslacht) wordt veroorzaakt doordat bulvleermuizen meestal hoog vliegen en daardoor moeilijk gevangen worden, en mogelijk ook door andere aspecten van de ecologie. De soort krijgt van de IUCN de status "Kritiek" (CR), maar na de ontdekking van de Cambodjaanse populatie werd er gesuggereerd dat "Onzeker" (DD) mogelijk beter op zijn plaats zou zijn.

## Kenmerken
De bovenkant van het lichaam is chocoladebruin, de onderkant koffiekleurig. Over de keel en borst loopt een grote lichtgrijze vlek. Bij het oor zitten wat witte haren. Voor Indiase exemplaren bedraagt de kop-romplengte 87 tot 99 mm, de staartlengte 41 tot 49 mm, de achtervoetlengte 10 tot 14 mm, de voorarmlengte 63 tot 67 mm en de oorlengte 31,5 tot 34,0 mm. Het dier uit Cambodja heeft een kop-romp van 91,8 mm, een staart van 36,1 mm, een achtervoet van 10,4 mm, een voorarm van 65,6 mm en een oor van 34,8 mm.
Otomops formosus · Otomops johnstonei · Otomops madagascariensis · Otomops martiensseni · Otomops papuensis · Otomops secundus · Wroughtons vrijstaartvleermuis (Otomops wroughtoni)